# Babuyan-Inseln
Die Babuyan-Inseln sind eine Inselgruppe, die nördlich der philippinischen Hauptinsel Luzón in der Luzonstraße liegt und zur Provinz Cagayan gehört. Die Inseln sind im Süden durch den Babuyan-Kanal von Luzón und im Norden durch den Balintang-Kanal von den Batan-Inseln getrennt.

## Inseln
Die Inselgruppe besteht aus fünf größeren und mehreren kleineren Inseln.
| Inselname      | Aliasname | Koordinaten           | Fläche | Anmerkung    |
| -------------- | --------- | --------------------- | ------ | ------------ |
| Calayan        |           | 19° 19′ N, 121° 28′ O | 196,00 |              |
| Camiguin       |           | 18° 55′ N, 121° 55′ O | 166,00 |              |
| Fuga           |           | 18° 52′ N, 121° 23′ O | 100,00 |              |
| Babuyan        |           | 19° 31′ N, 121° 57′ O | 74,40  |              |
| Dalupiri       |           | 19° 06′ N, 121° 13′ O | 50,00  |              |
| Barit          |           | 18° 52′ N, 121° 15′ O | 3,80   |              |
| Panuitan       |           | 19° 26′ N, 121° 31′ O | 2,30   |              |
| Didicas        |           | 19° 05′ N, 122° 12′ O | 0,70   | Vulkaninsel  |
| Mabaag         | Mabag     | 18° 53′ N, 121° 16′ O | 0,70   |              |
| Pamuktan       |           | 18° 54′ N, 121° 50′ O | 0,30   |              |
| Irao           |           | 18° 59′ N, 121° 13′ O | 0,20   |              |
| Pinon          |           | 18° 52′ N, 121° 49′ O | 0,04   |              |
| Guinapac Rocks | Dilayag   | 18° 58′ N, 122° 06′ O | 0,03   | Felsengruppe |

Auf den Babuyan-Inseln liegen die vier aktiven Vulkane Camiguin de Babuyanes, Didicas, Babuyan Claro und Smith Volcano (letzter Ausbruch 1924).

## Verwaltung
Zur Gemeinde Calayan, einer Stadtgemeinde in der philippinischen Provinz Cagayan, gehört der Großteil der Babuyan-Inseln. Fuga mit ihren westlich vorgelagerten Nebeninseln Barit und Mabaag gehört jedoch zur Stadt Aparri.

## Geschichte
Während des Zweiten Weltkriegs wurden die Inseln 1942 von japanischen Truppen besetzt und drei Jahre später von alliierten philippinischen und amerikanischen Streitkräften zurückerobert.